# Ângelo Domingos Salvador
Ângelo Domingos Salvador, O.F.M.Cap. (Vacaria, 17 de julho de 1932 – Caxias do Sul, 13 de agosto de 2022) foi um frade capuchinho brasileiro, bispo das dioceses de Uruguaiana e Cachoeira do Sul.

## Biografia
Fez os estudos primários no Seminário São José de Veranópolis, de 1945 a 1948, posteriormente os estudos secundários no Seminário São Geraldo em Ijuí, de 1949 a 1952. No ano seguinte iniciou a faculdade de Filosofia no Convento São Boaventura, na cidade de Marau. Em 1955 começou os estudos de Teologia no Convento São Lourenço, em Porto Alegre, tendo finalizado em 1958, mesmo ano que foi ordenado sacerdote.
Cursou a faculdade de Pedagogia, sendo licenciado também em Orientação Educacional pela Faculdade de Filosofia, Ciências e Letras da UNIJUÍ. Cursou o Mestrado em Educação pela Pontifícia Universidade Católica do Rio de Janeiro, também fez especialização em Cultura Brasileira, pela Universidade Federal do Rio de Janeiro.
Foi professor: Faculdade de Filosofia, Ciências e Letras da UNIJUÍ em Ijuí; na PUC-Rio; na Pontifícia Universidade Católica do Rio Grande do Sul. Foi diretor dos Seminaristas Teólogos Capuchinhos; Ministro Provincial dos Capuchinhos do Rio Grande do Sul; Diretor do Instituto Teológico da Pontifícia Universidade Católica do Rio Grande do Sul.
Aos 16 de março de 1981 foi nomeado pelo Papa João Paulo II como bispo auxiliar da Arquidiocese de Salvador na Bahia, com a sede titular de Selia. Foi ordenado bispo no dia 14 de junho de 1981 pelo Cardeal Avelar Brandão Vilela. Aos 16 de maio de 1986 foi nomeado bispo prelado de Coxim, no Mato Grosso do Sul. Dom Ângelo foi membro da Comissão Episcopal de Doutrina da CNBB.
No dia 17 de julho de 1991 foi nomeado primeiro bispo da Diocese de Cachoeira do Sul, cargo que ocupou até o dia 26 de maio de 1999, quando foi designado para ser bispo da Diocese de Uruguaiana. Teve a sua renúncia aceita ao governo diocesano de Uruguaiana no dia 27 de junho de 2007, por limite de idade.
Em 2009 foi o pregador do retiro na Assembleia Geral da CNBB. Atualmente exerce o encargo de postulador da Causa de Beatificação do Frei Salvador Pinzetta. 
Morreu em 13 de agosto de 2022 aos noventa anos. Tinha doença de Alzheimer, todavia a causa da morte não foi divulgada.